# Borsippa (bướm đêm)
Borsippa  là một chi bướm đêm thuộc họ Noctuidae.